# エヌ・ティ・ティ・ドコモ北陸
| NTTドコモ金沢松島ビル |  | NTTドコモ富山新庄ビル |
| NTTドコモ金沢松島ビル |  | NTTドコモ富山新庄ビル |

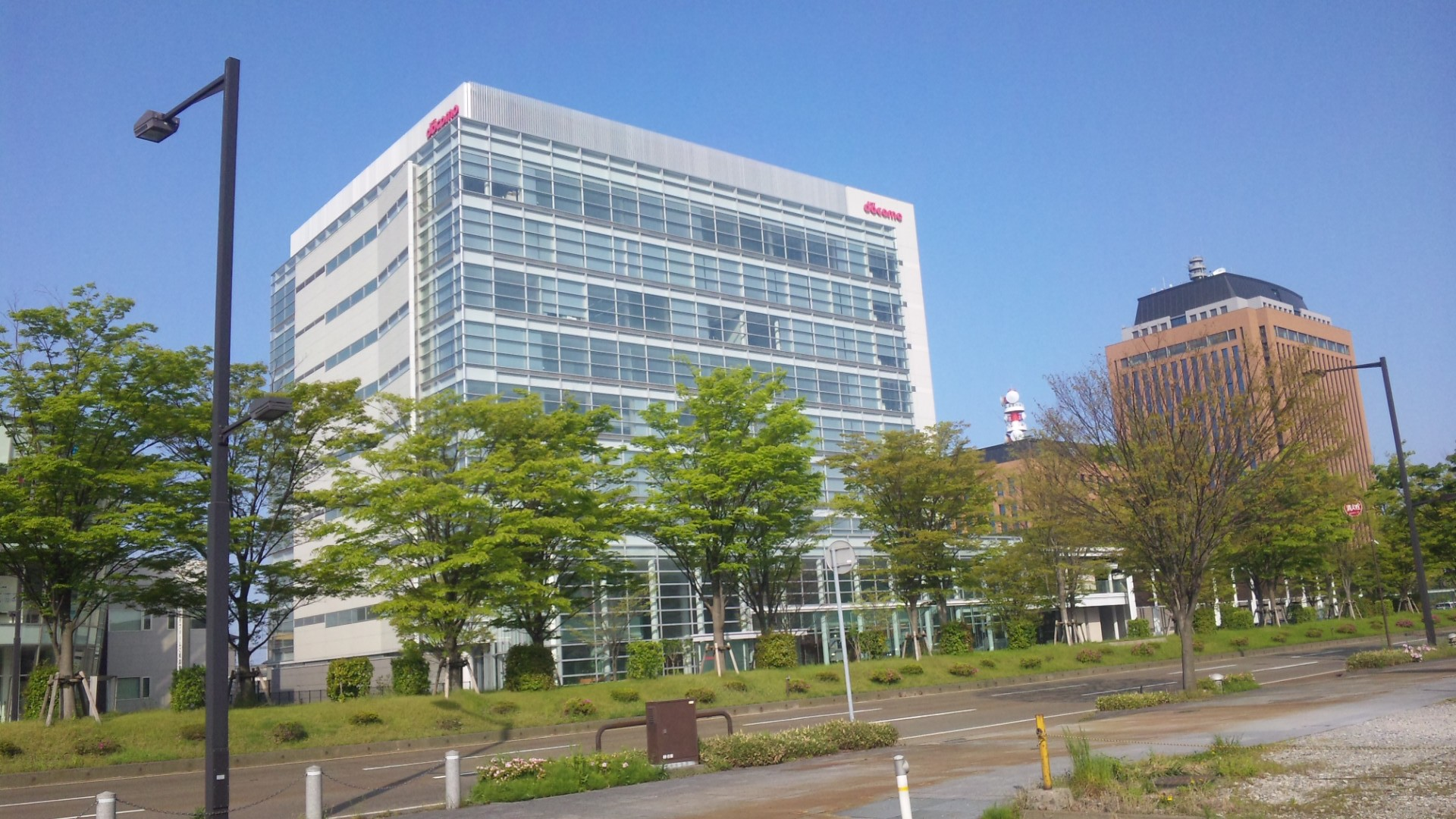
NTTドコモ北陸支社
金沢西都ビル

株式会社 エヌ・ティ・ティ・ドコモ北陸（エヌ・ティ・ティ・ドコモほくりく、NTT DoCoMo Hokuriku, Inc.）は、一般的には「NTTドコモ北陸」と呼ばれ、かつて北陸3県を業務区域としていた、日本の電気通信事業者。株式会社エヌ・ティ・ティ・ドコモの完全子会社であった。業務区域の人口規模と面積は、旧ドコモ地域会社の中で最小であった。

## 業務区域
- 石川県
- 富山県
- 福井県

## 沿革
- 1993年7月1日 - 会社設立。当時の社名は「エヌ・ティ・ティ北陸移動通信網株式会社」
- 2000年
  - 4月 - 会社名を現社名に変更
  - 5月 - ISO14001認証取得
- 2004年6月 - ポケットベル新規加入受付を停止
- 2005年5月 - PHS新規加入受付を停止
- 2007年3月31日 - ポケットベル事業から撤退
- 2008年
  - 1月7日 - PHS事業から撤退
  - 7月1日 - 親会社の株式会社エヌ・ティ・ティ・ドコモ（ドコモ中央）に併合され解散した。この会社の本社は親会社の北陸支社となった。

## 携帯電話・PHSサービス契約数
- 携帯電話・PHS契約数（2007年7月末時点） - 1,163,300契約
  - 携帯電話契約数 - 1,154,200契約（北陸シェア 52.4%）
    - FOMA契約数 - 848,200契約
    - mova契約数 - 306,000契約
      - 同時期のシェアはauが27.6%、ソフトバンクモバイルが20.0%。

  - PHS契約数 - 9,100契約（シェア 15.1%）
    - 同時期のシェアはウィルコムが84.9%。